# Robert Gucwa
Robert Gucwa SMA (ur. 24 marca 1969 w Tarnowie, zm. 15 listopada 1994 w Bimbo koło Bangi w Republice Środkowoafrykańskiej) – misjonarz Stowarzyszenia Misji Afrykańskich.

## Życiorys
Urodził się w robotniczej rodzinie Heleny (1931–2010) i Kazimierza (1931–2004) Gucwów, mieszkał w dzielnicy Mościce.
W 1976 rozpoczął naukę szkolną w Szkole Podstawowej nr 17 w Tarnowie w klasie pani Heleny Sioła, a ukończył szkołę w klasie mgr Elżbiety Tworzydło. Należał do ZHP – był zuchem i harcerzem. Po ukończeniu podstawówki kontynuował naukę w tym samym budynku – w IV Liceum Ogólnokształcącym im. Stanisława Anioła w Tarnowie uczył się w klasie matematyczno-fizycznej, której wychowawczynią była mgr Maria Powroźnik. W 1988 zdał maturę i wstąpił do Stowarzyszenia Misji Afrykańskich jako pierwszy kandydat w trakcie reaktywowania działalności po likwidacji stowarzyszenia przez polskie władze komunistyczne.
Studia wyższe rozpoczął w 1988, a odbywał je, wskutek decyzji polskich przełożonych SMA, początkowo w kieleckim Wyższym Seminarium Duchownym (Skorzeszyce oraz Kielce). Od 1991 studiował w Afryce, mieszkając kolejno w Togo, Beninie (dawny Dahomej) oraz w Republice Środkowoafrykańskiej (Bimbo, 9 km na zachód od stolicy Bangi). Podczas pobytu w krajach afrykańskich pracował w szpitalu, prowadził katechezy dla katechumenów, odbywał staż w parafiach.
Napisał na studiach prace:
- Apostolic Spirituality (Calavi, 1993) (po angielsku, opiekun Jim Kirstein SMA[13])
- Rm 1,16-17: Fondement de l’engagement missionaire de Saint Paul. (Bangui, 1994) (po francusku, opiekun Joseph Moulian SMA)[14].

W 1991 przebywał we Francji, w 1992 w Ghanie, a w 1993 w Wielkiej Brytanii.
Został zastrzelony 15 listopada 1994, kiedy to chroniąc wykładowców podczas napadu na centrum formacyjne SMA w Bimbo koło Bangi wystąpił wobec bandytów jako przełożony zgromadzenia, a następnie zawiadomił sąsiadów ze zgromadzenia kombonianów o zagrożeniu. Pochowany został 26 listopada 1994 na cmentarzu komunalnym w Tarnowie Mościcach podczas ceremonii pod przewodnictwem biskupa Józefa Życińskiego.
Imieniem Roberta Gucwa Rada Miasta Tarnowa nazwała ulicę w Mościcach – jego rodzinnej dzielnicy.
W 2003 otwarto dom formacyjny SMA jego imienia w Piwnicznej-Zdroju, a 25 września 2010 biskup ordynariusz tarnowski Wiktor Skworc otworzył tam ośrodek rekolekcyjno-misyjny noszący jego imię. Ustanowiono nagrodę „Semen” jego imienia przyznawaną podczas tarnowskiego festiwalu filmowego „Vitae Valor”, jako „wyróżnienie dla młodych, którzy swoim myśleniem i działaniem nadają życiu wartość, głębszy, bardziej złożony sens”.

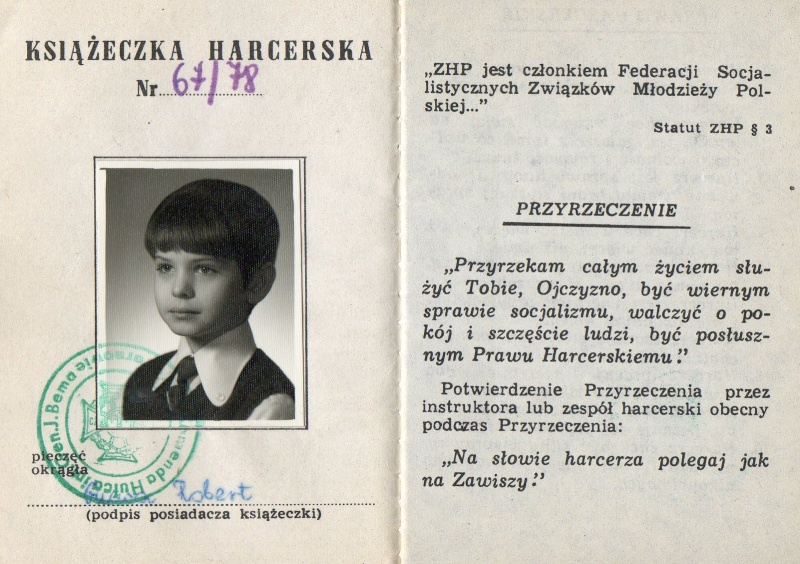
Książeczka harcerska
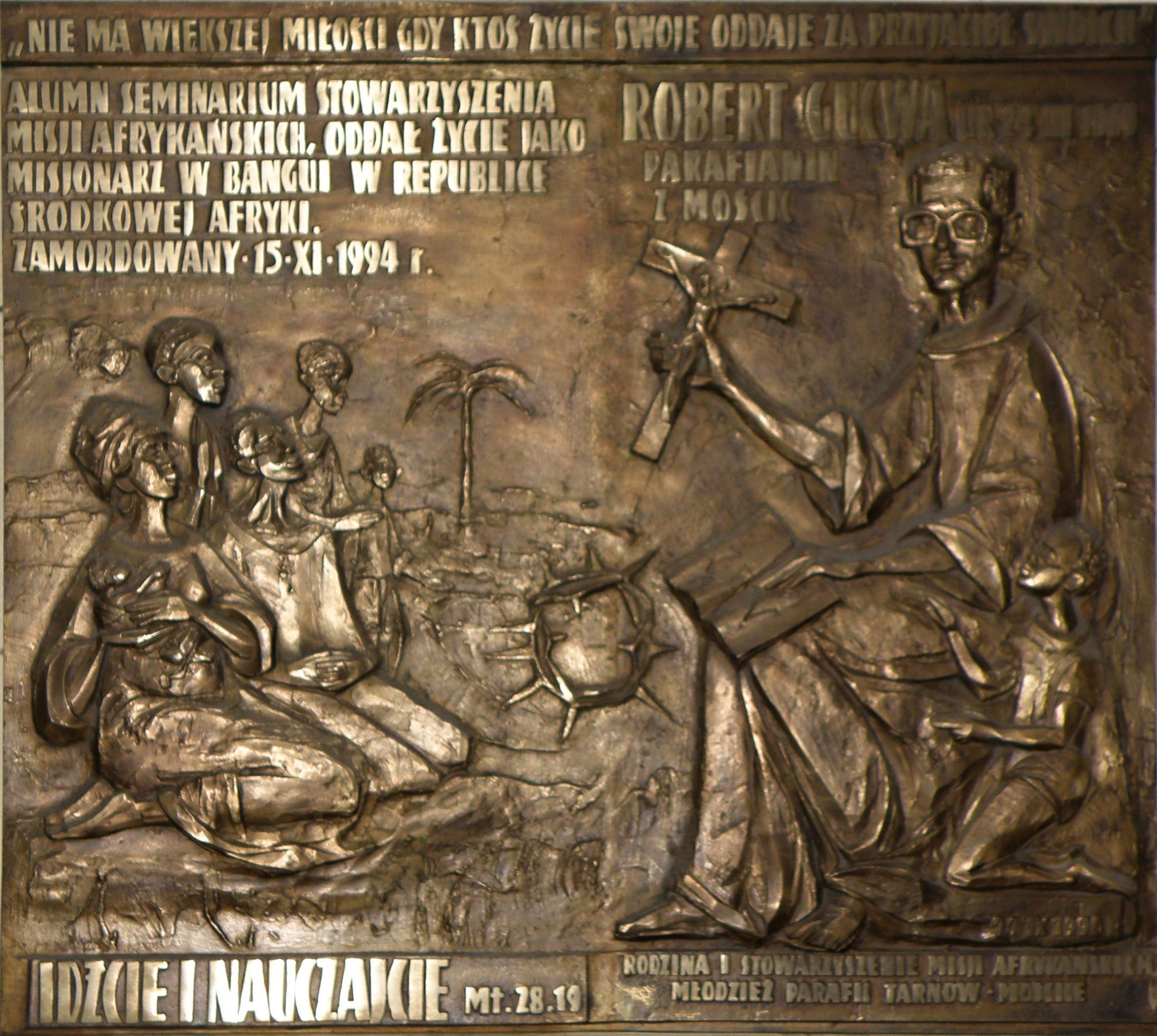
Epitafium w Tarnowie-Mościcach
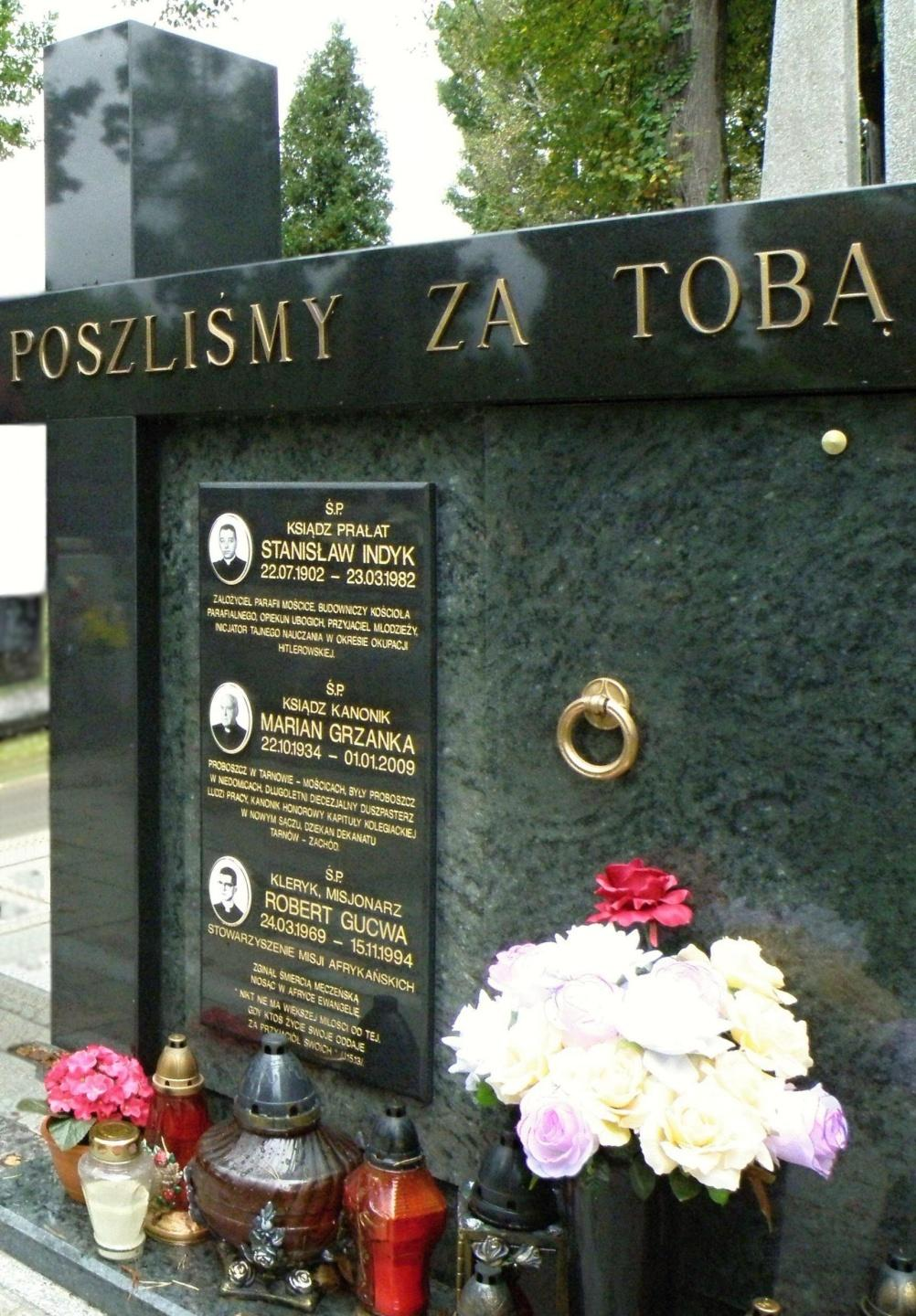
Pochowany został w grobowcu parafialnym na cmentarzu komunalnym w Tarnowie-Mościcach
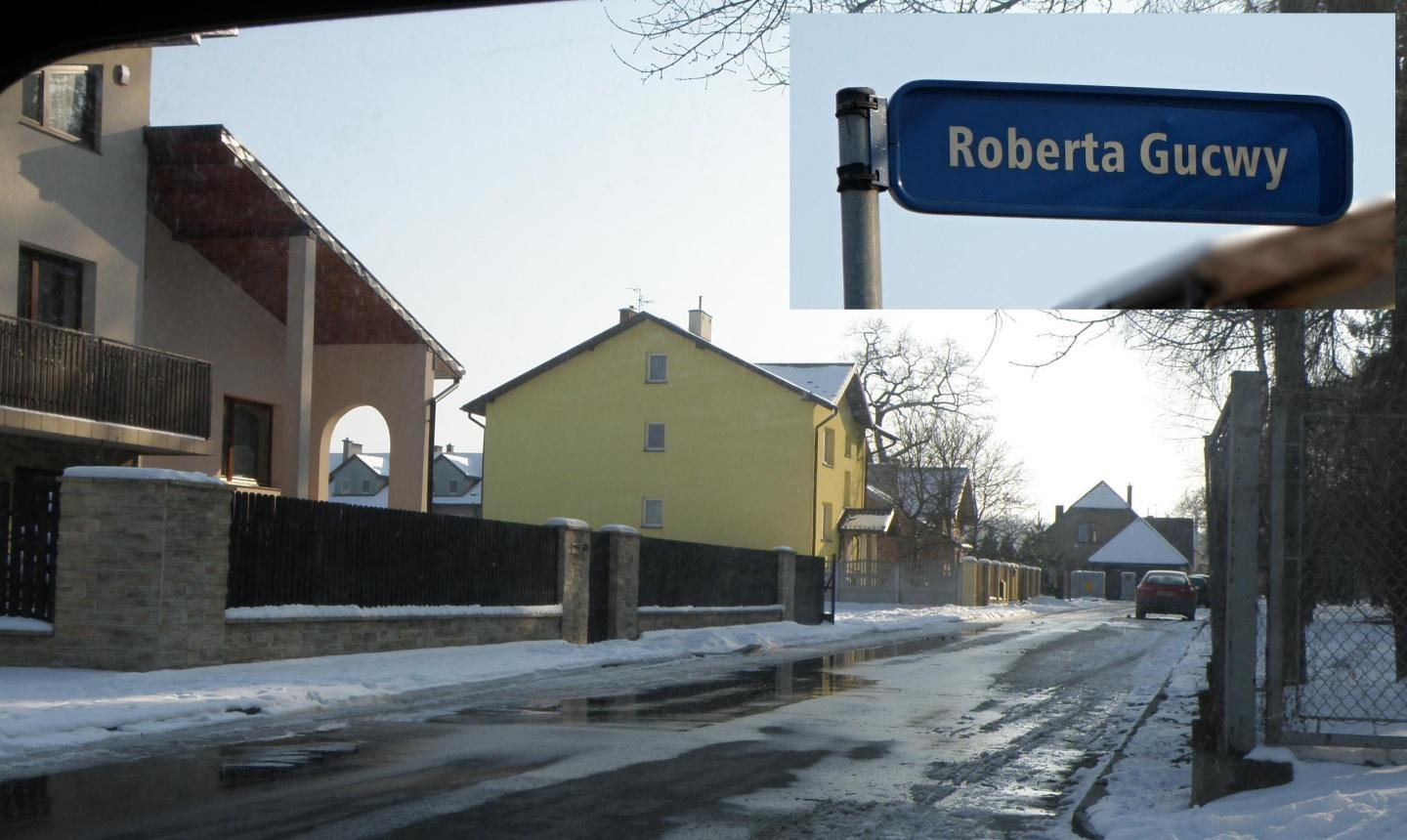
Ulica Roberta Gucwy w Tarnowie
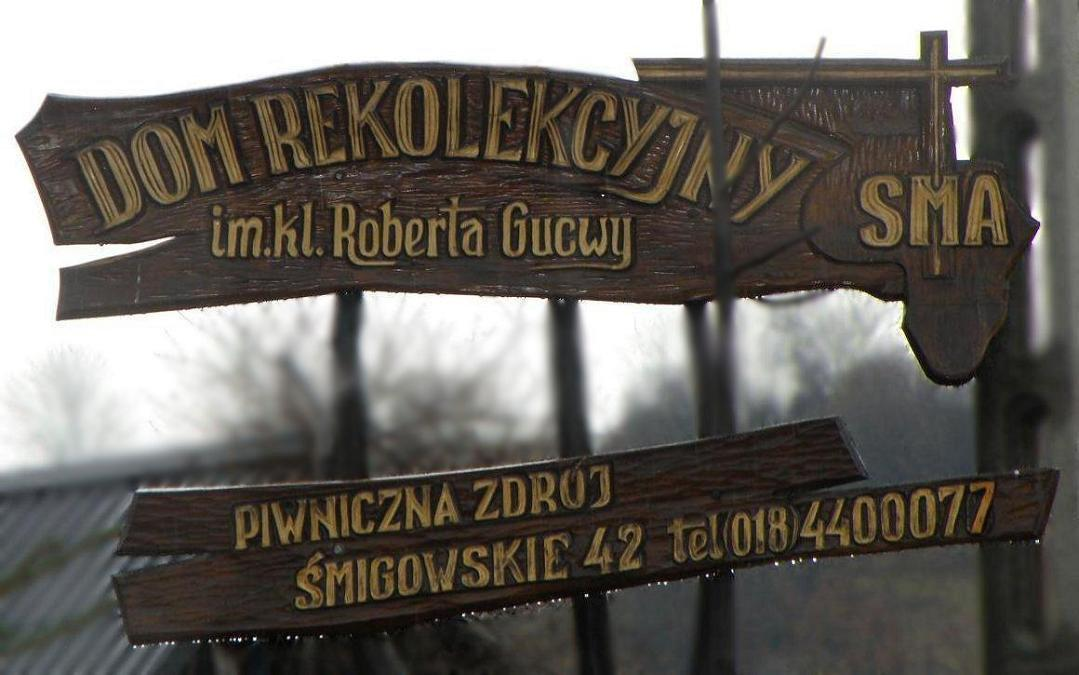
Tablica informacyjna przed domem w Piwnicznej-Zdroju